# Aérodrome de Koumra
L'aéroport de Koumra est un aéroport à usage public situé près de Koumra, Mandoul, au sud du Tchad.
Il dispose d'une piste de 4 000 pieds (1 219 m).